# Éric Zemmour
Éric Zemmour é um escritor ensaísta, jornalista e comentarista político. É considerado um candidato de extrema-direita.

## Biografia
É filho de judeus berberes retornados da Guerra da Argélia e nasceu e cresceu em Paris.
Tem ganho seguidores e capital político através da sua presença na mídia francesa, desde o Le Figaro, passando pela rádio e até vários programas na televisão francesa. Adicionalmente, é um dos autores mais vendidos em França; a capa do seu último livro, La France n'a pas dit son dernier mot.

## Opiniões e posições políticas
Éric Zemmour considera-se um gaullista e bonapartista, além de se identifica como reacionário. Zemmour crê na teoria da "Grande Substituição", que acredita na submissão e substituição da população branca e cristã francesa por imigrantes, nomeadamente por árabes muçulmanos. Ele também apóia a retirada da França da OTAN.